# Keniti
I Keniti (in ebraico קינים, Qînîm), o Chenei, o anche Cinei, erano un clan madianita stanziato a sud della Palestina, nella penisola del Sinai. Erano dediti alla pastorizia, ma anche all'estrazione del rame e alla lavorazione dei metalli. Come gli altri madianiti, anche i keniti erano ritenuti discendenti di Abramo e della sua seconda moglie Keturà.
Secondo la Bibbia Mosè sposò la figlia del sacerdote kenita Reuel, detto anche Ietro. Parte dei keniti si aggregò agli israeliti e in Genesi 15,19 il loro territorio è citato fra quelli che IHWH avrebbe donato ai discendenti di Abramo. Secondo alcuni studiosi IHWH sarebbe il dio originario dei keniti, fatto proprio dagli israeliti.

## Etimologia
Kenita o Qenita traduce l'ebraico biblico קֵינִי Qeyniy. Secondo il Lexicon di Gesenius, questo nome è un patronimico derivante dal nome Caino (קַיִן Qayin). Talvolta, perciò, i keniti sono chiamati "cainiti"; nome, tuttavia, solitamente utilizzato per indicare una setta gnostica del secondo secolo d. C.
La falsa patronimia è in buon accordo col quarto capitolo del libro della Genesi, in cui si afferma che Caino ebbe una vita nomade e che un suo discendente, Tubal-Kain, avrebbe inventato l'arte di lavorare il bronzo e il ferro. Secondo A. H. Sayce, inoltre, il nome ‘Kenita’ ossia Qéní, è identico a una parola aramaica che designa un artigiano che lavora i metalli. Anche il nome Caino è identico alla parola ebraica qayin, che significa ‘lancia’.

## I keniti nella Bibbia
Num 24,21 li qualifica come discendenti di Caino ("Poi vide i Keniti, pronunziò il suo poema e disse: «Sicura è la tua dimora, o Caino, e il tuo nido è aggrappato alla roccia."). Tuttavia, la loro stirpe fu estinta col diluvio universale, lasciando sulla Terra solo Noè e la sua famiglia, vale a dire i discendenti di Set.
In Esodo 2,18 e segg. Mosè, fuggito dall'Egitto, viene accolto per 40 anni dal sacerdote madianita Reuel, anche detto Ietro, ne pascola le greggi e ne sposa la figlia Sefora. Pascolando le greggi Mosè raggiunge il bordo del deserto di Paran, dove si trova il monte Oreb. Qui, nel celebre episodio del roveto ardente, gli si presenta IHWH, qualificandosi come il dio di Abramo, gli rivela il suo nome e gli ordina di liberare il popolo di Israele dalla schiavitù in Egitto. Quando Mosè con gli Israeliti raggiunge il Sinai (Oreb) vi incontra nuovamente Ietro, che offre un sacrificio di comunione, a cui partecipano Mosè, Aronne e tutti gli anziani di Israele (Es 18,12). Ietro e gli Israeliti, quindi, sembrano adorare lo stesso dio. Quando, poi, Mosè lascia il Sinai si fa accompagnare come guida verso la Terra Promessa da Obab, un figlio di Reuel (Nm 10,29). Altri suoi fratelli si aggregarono a lui perché nel Libro dei Giudici si racconta che i figli di Ietro andarono ad abitare con i figli di Giuda nel "deserto di Giuda", il Negev, a sud di Arad.
Proprio scavando le rovine di Arad e di una fortezza collocata 10 km a sud-est, in una località chiamata Ḥorvat 'Uza (Khirbet Ghazzeh) sono state trovate tracce di una popolazione, ivi residente nel VII secolo a.C. e caratterizzata dal fatto che più del 60% dei nomi contenevano il prefisso o suffisso teoforico "yahu" e, nel caso di Ḥorvat 'Uza, dall'assenza di rappresentazioni figurative comuni in siti palestinesi coevi.

## L'ipotesi kenita
L'ipotesi kenita suppone che gli israeliti abbiano abbracciato il culto di Yahweh, divinità originaria dei madianiti, tramite i keniti. Questa ipotesi fu elaborata da alcuni biblisti ottocenteschi (F. W. Ghillany, Cornelis Petrus Tiele (1872), Bernhard Stade e Karl Budde) e accettata anche da Hermann Guthe, Gerrit Wildeboer, H. P. Smith, e G. A. Barton. Secondo una variante di questa teoria il Monte Sinai sarebbe stato un luogo di culto di una anfizionia, cioè di una federazione di tribù dell'area, legate tra loro da culti comuni. Proprio nel deserto del Negev, la terra dei keniti, vissero Abramo (Gen 13,2) e Isacco (Gen 24,62) esercitando la pastorizia. Secondo Nissim Amzallag, la religione degli Israeliti è ricca di dettagli e immagini, che sembrano nascere dalla metallurgia. Già la volta del firmamento sembra essere una lamina metallica, il fuoco poi è sempre associato alle descrizioni di IHWH, e le punizioni inflitte a Israele da IHWH utilizzano spesso il linguaggio tipico della purificazione di una lega metallica.
La tesi che IHWH fosse originariamente un dio guerriero della tarda età del bronzo, il cui culto provenga da territori a sud di Giuda (Edom, Seir, Paran, Teman, Sinai sono nomi spesso associati a IHWH nella Bibbia) ha tuttora il consenso degli studiosi, anche se non c'è accordo sulle caratteristiche originarie del dio, equiparato da alcuni agli dei semitici delle tempeste e del tuono come Baal o da altri assimilato al dio supremo del pantheon semitico, El, o ancora ritenuto un dio "metallurgico", come propone Nissim Amzallag, ecc. Dal 2001, tuttavia, alcuni studiosi, cominciando con Matthias Köckert e il suo allievo Henrik Pfeiffer, hanno proposto un'origine più recente e più settentrionale del culto yahwista. L'origine meridionale viene tuttavia difesa, per esempio, da Martin Leuenberger.

## Rapporto con gli Amaleciti
Nel Libro biblico 1 Samuele e Giudici, la tribù dei Keniti è associata agli Amaleciti, talora come alleati di questi, altre volte come alleati delle tribù d'Israele (cfr. 1Sam 15,6). Il popolo di Amalek, invece, è invariabilmente nemico d'Israele.